# Lechtal
Het Lechtal is een dal in de Oostenrijkse deelstaat Tirol en omvat het stroomgebied van de rivier Lech tussen Warth (op de grens met de deelstaat Vorarlberg) en Reutte. Met een lengte van 60 km is het een van de langste dalen in Tirol. Bij Weißenbach am Lech mondt het kleinere Rotlechtal in het Lechtal. Het Lechtal vormt samen met Tannheimertal, Reutte en Zwischentoren de streek Ausserfern. Het dal vormt bovendien de grens tussen de Allgäuer Alpen en de Lechtaler Alpen.

## Toerisme

### Wintersport
Alhoewel het bekende wintersportoord Lech am Arlberg niet tot het Lechtal (een regio in het huidige Oostenrijk en Italië;) behoort, staat het dal wel bekend als skiregio. Het gebied is echter minder toeristisch ontwikkeld dan andere regio's in Tirol, wat het oorspronkelijke karakter van de dorpjes ten goede is gekomen. In het dal onderscheiden met name Elbigenalp en Holzgau zich van de overige dorpen, door de aanwezigheid van vele beschilderde huizen. Rijke Lechtalers lieten deze beschilderingen in de 18e eeuw aanbrengen met geld dat zij in de naburige landen hadden verdiend als marktkoopmannen en lakenhandelaars.

## Economie
De regio Lech is een belangrijke regionale plaats van werkgelegenheid in de vallei en bekend om haar luxe en exclusieve klantenkring, zoals het Koninklijk Huis van Nederland. De koopkracht van Lech is een van de hoogste in Oostenrijk (€ 6.110 per persoon). Wintertoerisme is een belangrijke factor die goed is voor 275.000 overnachtingen en een gemiddeld verblijf van 5,2 nachten per persoon. Veel steden profiteren hiervan en de skigebieden zijn onderling goed met elkaar verbonden.

## Geografie
Het Lechtal heeft verschillende zijdalen. Aan de linkerkant heb je het Hornbachtal en het Tannheimer Tal. Aan de rechterkant heb je het Namlostal dat Stanzach verbindt met Berwang en Bichlbach alsook het Bschlabertal dat via Bschlabs, Boden en Pfafflar over de Hahntennjoch verbinding geeft met Imst. Het Gramaistal en het Kaisertal zijn ook zijdalen aan de rechterkant.